# Небесные тайны (Сведенборг)
«Небесные тайны» (лат. Arcana Cœlestia; издано в Лондоне, 1749—1756) — сочинение шведского духовидца Эммануила Сведенборга (1688—1772). Содержание теософского сочинения выражено в его полном названии: «Небесные тайны, находящиеся в Св. Писании, или в Слове Господа, с диковинами виденными [Сведенборгом] в мире духов и в небе ангелов» (лат. Arcana Cœlestia, quae in Scriptura Sacra seu Verbo Domini sunt, detecta: Hic Primum Quae in Genesi. Una Cum Mirabilibus, Quae Visa Sunt in Mundo Spirituum Et in Coelo Angelorum).

## Предыстория
В 57 лет учёный Сведенборг, находясь в Лондоне (1745 год) и замышляя новое сочинение по биологии, неожиданно пережил внутреннее прозрение и осознание поставленной перед ним задачи объяснить людям внутренний и духовный смысл священных писаний. Вернувшись в родную Швецию, Сведенборг отказался от службы и от естественно-научных занятий, чтобы сосредоточиться на сочинениях нового для него жанра — богословского.

## «Arcana Cœlestia»
Книга «Небесные тайны» была самым первым и самым большим теологическим трудом Эммануила Сведенборга. Она издавалась в Лондоне по одному тому в год в период с 1749 по 1756 годы, всего 8 томов.
Форма сочинения — непрерывный подробнейший комментарий двух первых книг Пятикнижия (стих за стихом Книги Бытия и Книги Исход) по новому латинскому переводу, сделанному самим Сведенборгом с еврейского текста (не будучи гебраистом, он еще в молодости приобрёл некоторое знакомство с еврейским языком).
Метод толкования — чисто аллегорический, отличающийся от такого же у церковных писателей лишь своей прямолинейностью и однообразием.
Сведенборг различает в тексте три смысла — исторический (или буквальный), духовный и небесный; но на деле проводится лишь противопоставление между внешним (или натуральным) и внутренним (духовным, в широком значении) смыслами, и задача толкования — показать внутренний смысл каждого стиха и каждого слова Библии. Такое отношение к священному тексту связано у Сведенборга с его теорией соответствий (correspondentiae), по которой всем предметам и качествам в физическом мире есть что-нибудь соответствующее в мире духовном. К указанию такого соответствия для каждого данного случая и сводится, в сущности, библейская экзегеза или, точнее, герменевтика Сведенборга.

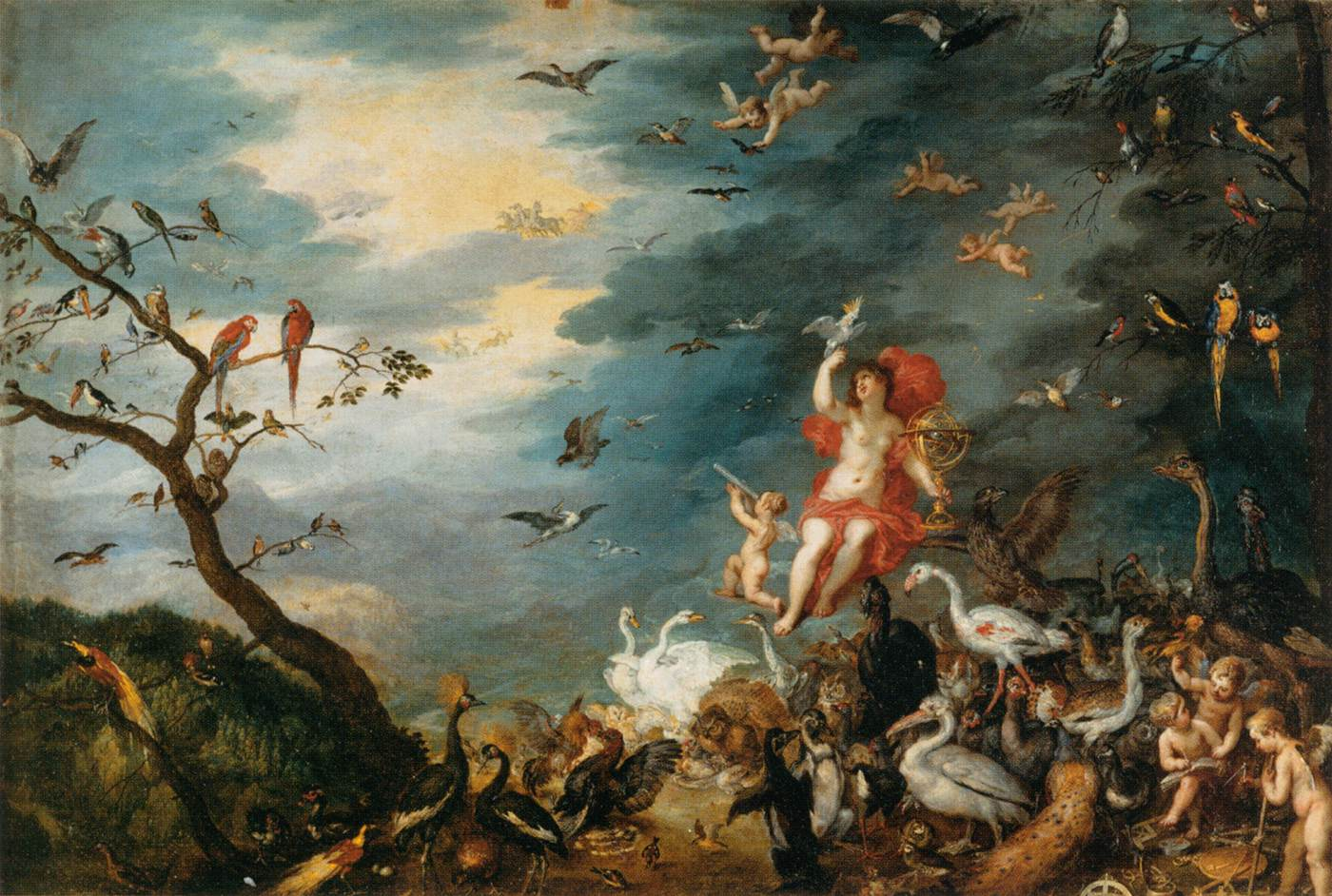
Птицы знаменуют мысли"Воздух, или Оптика" Брейгеля Старшего в соавторстве с Хендриком ван Баленом, 1621; Лувр

Так, например, везде, где в тексте говорится о камне, камнях, каменном, это относится по духовному смыслу к вере, верности или к истине со стороны её твердости; вода также соответствует истине, но не со стороны твердости, а со стороны подлинности (источники), а также оживляющего и очищающего свойства; кровь и вино, уже связанные естественным соответствием, по духовному смыслу соответствуют деятельным категориям — воле, любви, добру; разные млекопитающие означают различные душевные аффекты, чувства и страсти; птицы знаменуют мысли, притом птицы водяные — мысли, стремящиеся к чистой научной истине т. д.
С помощью таких аллегорий содержание двух первых книг Библии (Бытие и Исход) превращается в изложение первоначальных судеб человечества или последовательных перемен в его внутренних духовных состояниях — эпох религиозного упадка и восстановления. Кроме этой своеобразной философии истории в «Небесных тайнах» содержится еще двоякий материал:
- 1) по поводу того или другого текста автор излагает догматически различные пункты открытого ему истинного учения;
- 2) каждая глава комментария, безотносительно к своему содержанию, сопровождается особым приложением, где Сведенборг рассказывает, что он видел и слышал в состояниях своего душевного раздвоения, или открывшимися глазами и ушами своего внутреннего человека.[1]